# Prestige (petroliera)
La MC Prestige è stata una petroliera monoscafo tipo Aframax da 80.000 a 120.000 tonnellate di portata lorda, battente bandiera delle Bahamas. Varata nel 1975 fu di proprietà della compagnia Mare Shipping. La nave naufragò il 19 novembre 2002 al largo delle coste spagnole con un carico di 77.000 tonnellate di petrolio, provocando un'immensa macchia nera che colpì la vasta zona compresa tra il nord del Portogallo fino alle Landes, in Francia, e causando un disastro ambientale alla costa galiziana, episodio che viene ricordato come il più grande disastro ambientale nella storia della Spagna.

## Il naufragio

La Prestige spezzata in due tronconi mentre affonda il 19 novembre 2002

La nave era originariamente partita da San Pietroburgo ed era diretta a Singapore, con tappe previste a Ventspils e Gibilterra; durante la seconda tappa del viaggio, nelle prime ore del pomeriggio del 13 novembre 2002, lanciò un triplice mayday mentre si trovava a 50 km da Finisterre. Il comandante Apostolos Magouras riportò di aver udito un rumore molto forte a dritta, dopodiché si era aperta una falla nello scafo, con susseguente accumulo d'acqua nei due serbatoi di dritta.
Si ipotizzò inizialmente che il danno fosse stato provocato dalle correnti marine e/o da una manovra errata dell'equipaggio, che avrebbero eccessivamente affaticato il vetusto scafo della Prestige. Solo in un secondo momento si appurò che la nave aveva urtato dei detriti, per l'esattezza dei tronchi d'albero persi da un mercantile, che vennero in buona parte trovati spiaggiati nei giorni seguenti in diversi punti della Costa da Morte (Lira, Corcubión, Finisterre e Cee).
Vi furono da subito discussioni tra l'armatore, il Governo spagnolo e le forze di salvataggio circa le operazioni di recupero. Nonostante la situazione fosse critica (la nave era seriamente danneggiata, rischiava di affondare e imbarcava 77 000 tonnellate di petrolio, per un valore di 60 milioni di euro), le parti implicate rimasero a lungo incerte sul da farsi: la decisione infine fu quella di trasportare la Prestige in un punto più sicuro. Vennero inviati sulla zona alcuni rimorchiatori: il primo ad avvicinarsi fu il Ria de Vigo, che già stava navigando in zona, seguito dai natanti Ibaizábal I, Charuca Silveira e Sertosa 32.
Malgrado l'arrivo tempestivo dei mezzi di soccorso, il comandante rifiutò di farsi trainare in assenza di disposizioni definitive da parte dell'armatore, considerando anche il valore stimato del carico e il prezzo per il traino (stimato dal Tribunal Marítimo Central Español per questo tipo di casi tra il 10% e il 30% del valore della nave e del suo carico). Nel frattempo, il petrolio aveva iniziato a riversarsi in mare, complicando sempre più le eventuali operazioni di rimorchio.
Il 13 novembre la nave venne infine abbandonata dall'equipaggio: lasciata alla deriva, il 19 novembre si spezzò in due tronconi e si inabissò.

## Dopo il disastro
Le indagini successive al disastro hanno messo in luce la totale mancanza di misure di sicurezza sulla costa atlantica. Il Governo spagnolo diede l'ordine di allontanare la petroliera dalla costa, con l'intento di farla inabissare in mare aperto. Il 13 novembre una delle due cisterne della nave esplose durante una tempesta in Galizia, liberando 63 000 tonnellate di petrolio.
Il comandante della Prestige, Apostolos Mangouras, fu arrestato e accusato di non cooperare con le squadre di soccorso durante il naufragio e di danneggiare l'ambiente, ma controbatté dicendo che la perdita della nave fosse la conseguenza di decisioni errate delle autorità spagnole.
Il 19 novembre la nave si spezzò in due alle 8 del mattino, inabissandosi a una profondità di 3850 m. La petroliera, che era a 250 km dalla costa spagnola, provocò le prime maree nere sulla costa. L'allora presidente della Junta de Galicia, Manuel Fraga Iribarne, assicurò che l'affondamento non avrebbe avuto effetti sull'ambiente. Il 10 dicembre il presidente del governo, José María Aznar ammise che l'esecutivo aveva commesso degli errori.
La parte della costa che risultò contaminata non solo ha una grande importanza ecologica (come nel caso delle Rías Bajas), ma anche un notevole peso per l'industria peschiera locale. Il 2 gennaio 2003, le macchie del combustibile si trovavano a 50 chilometri dalla costa. Il primo ministro francese promise 50 milioni di euro per la pulizia.
Dopo il disastro, le petroliere monoscafo – la Prestige rientrava in questa tipologia – furono bandite dalle coste francesi e spagnole, poco più tardi la commissaria europea per i Trasporti Loyola de Palacio riuscì a far estendere il divieto in tutta l'Unione Europea, ragione per cui non sono più ammesse petroliere monoscafo di nuova costruzione.

## Il recupero del carico residuo

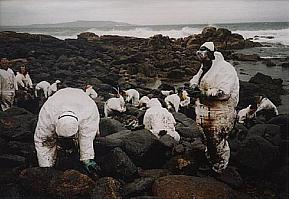
Volontari puliscono le coste della Galizia dopo la catastrofe del Prestige, marzo 2003.

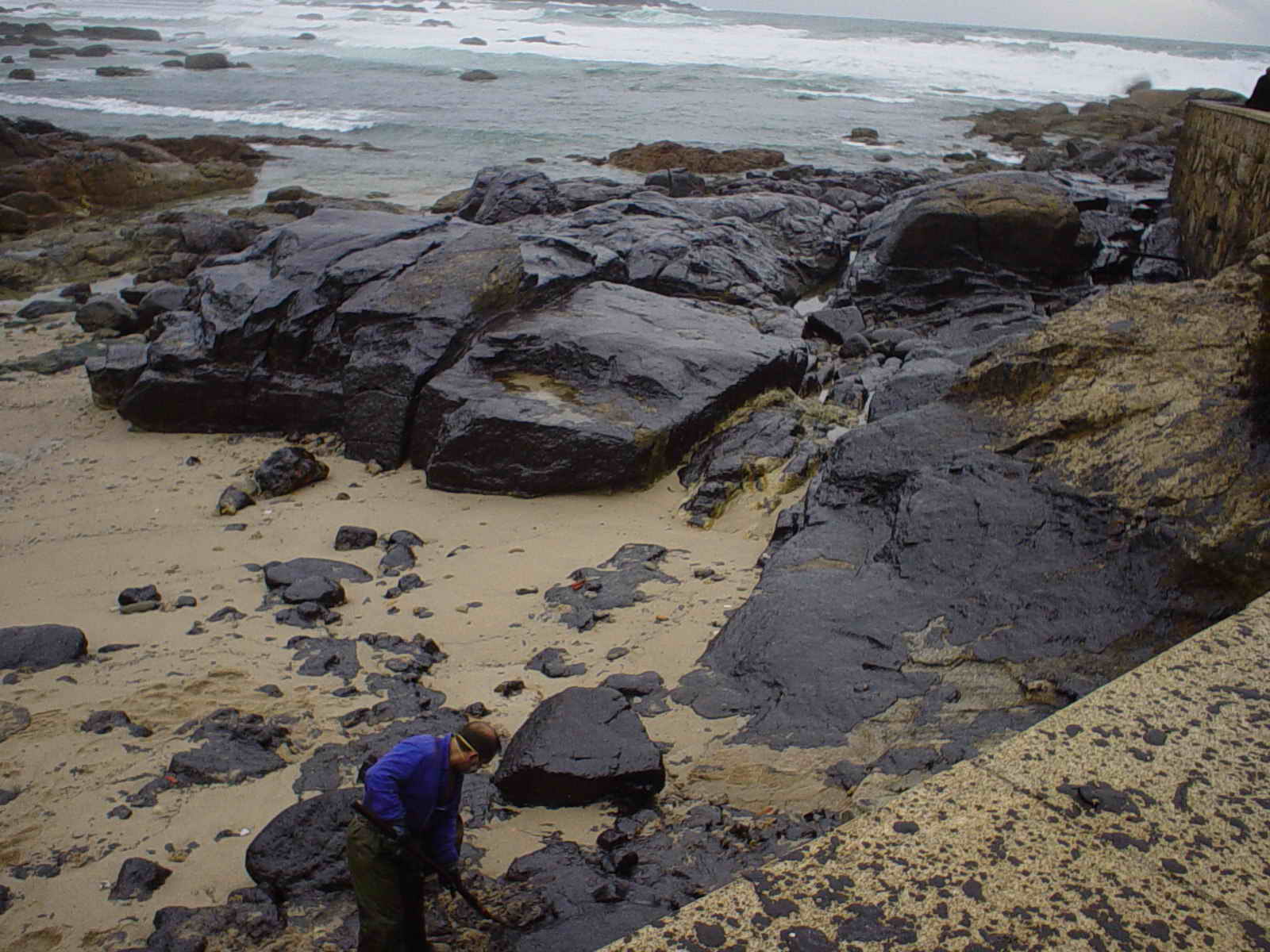
La marea nera sulle spiagge della Galizia.

Il 12 dicembre 2003 il Consiglio dei ministri della Spagna approvò l'estrazione del combustibile dalla Prestige mediante un sistema di contenitore a botte, detto anche "estrazione per gravità". Il sistema consistette nel perforare lo scafo, aprendo un foro di 70 cm di diametro per installare un sistema a doppia valvola per regolare l'uscita del combustibile. Si agganciò una botte di alluminio marino che si riempì di combustibile (fino a 300 m³), portandolo successivamente fino a 40 m dalla superficie e trasferendo il contenuto su una nave tramite una serie di tubi. L'operazione ebbe ritardi dalle 6 alle 12 ore a causa delle condizioni del mare e fu ripetuta 51 volte. Questa operazione fu possibile poiché la densità del combustibile della  Prestige si avvicinava a 1 kg/litro, mentre quella del mare è di 1,03 kg/litro. Più tardi l'idrocarburo fu trasferito sulla petroliera Odin. Il costo stimato dell'operazione fu di 99,3 milioni di euro.
Il 10 settembre 2004 Repsol-YPF dichiarò terminato il lavoro di estrazione del carburante. Si estrassero 13 704 tonnellate, vendute nel 2005 per 2 milioni di euro. Si stimò che 1 000 tonnellate rimasero nella stiva e che sarebbero state trattate con un procedimento di biodegradazione.
Un anno dopo il disastro, le spiagge galiziane contavano un numero senza precedenti di bandiere blu. Furono i microbiologi Concepción Calvo e Jesús González dell'Instituto del Agua de la Universidad de Granada, in collaborazione con l'Università A&M del Texas, gli incaricati di studiare i batteri autoctoni adeguati che potessero lavorare a quelle profondità, così come l'alimentazione necessaria per la proliferazione degli stessi e la capacità di degradazione degli idrocarburi immagazzinati nei serbatoi della Prestige. Il governo spagnolo dell'epoca (con al potere il Partito Popolare) annunciò un grande investimento (il Plan Galicia) previsto negli anni seguenti per fermare la possibile caduta dell'economia galiziana. Il programma fu cancellato dal PSOE dopo aver vinto le elezioni del 2004. Nelle successive elezioni locali dopo il disastro, il PP ottenne buoni risultati nella zona più contaminata, la Costa della Morte.
La nave Polar Prince disponeva di un sistema per iniettare 60 tonnellate di cocktail nutritivo a base di sali di azoto, fosforo, potassio e ferro nei serbatoi della Prestige. Questo cocktail ha permesso di moltiplicare per 10 000 la capacità di replicazione dei batteri. Il prodotto di scarto dei batteri era composto da anidride carbonica e acqua. Dopo la realizzazione dell'operazione furono saldati le falle della nave fino al termine del lavoro dei batteri e l'operazione risultò essere conclusa positivamente nel 2020.
A distanza di quattro anni, parte del petrolio che si era depositato sul fondo tornò a depositarsi sulle spiagge galiziane in seguito al moto delle maree; i galiziani si riferivano alla marea nera come al Chapapotè e il movimento che si formò per contrastare la marea nera venne denominato Nunca máis ("mai più", in galiziano).